# Macrostylis reticulata
Macrostylis reticulata är en kräftdjursart som beskrevs av Yakov Avadievich Birstein1963. Macrostylis reticulata ingår i släktet Macrostylis och familjen Macrostylidae. Inga underarter finns listade i Catalogue of Life.